# Eurylister egregius
Eurylister egregius är en skalbaggsart som beskrevs av Heinrich Bickhardt 1920. Eurylister egregius ingår i släktet Eurylister och familjen stumpbaggar. Inga underarter finns listade i Catalogue of Life.